# مجموعه مارکار یزد
مجموعه مارکار یزد مربوط به اوایل دوره پهلوی است و در یزد، ابتدای خیابان کاشانی واقع شده و این اثر در تاریخ ۹ آبان ۱۳۷۷ با شمارهٔ ثبت ۲۱۴۶ به‌عنوان یکی از آثار ملی ایران به ثبت رسیده‌است.
این مجموعه توسط پشوتن‌جی دوسابایی مارکار که یک بازرگان پارسی ساکن هند بود در سال ۱۳۱۳ گشایش یافت. این مجموعه در ۶ فروردین ۱۳۸۷ با نام پردیس دانش مارکار یزد رونمایی شد. این مجموعه شامل دبستان، دبیرستان و پرورشگاه بود. همچنین یتیمان و دانش آموزانی که از راه دور برای تحصیل به شهر یزد می‌آمدند می‌توانستند در این مجموعه ساکن شوند.

## پرورشگاه مارکار
در سال ۱۳۰۱ ه‍.ش) «پَشوتَن جی دوسابایی مارکار» (بازرگان پارسی ساکن هند) یزد را که در آن زمان مرکز زرتشتی نشین ایران بود، برای انجام نیت خیر خود یعنی تأسیس پرورشگاهی جهت تعلیم و آموزش و پرورش کودکان بی سرپرست، انتخاب نمود. سال ۱۳۰۳ ه‍.ش) همراه با تعدادی از پارسیان هندوستان جهت بررسی وضعیت زرتشتیان به یزد سفر کرد. پس از بازگشت به هندوستان با سخنرانی در شهرهای مختلف هند توانست ۵۰ هزار روپیه جهت کمک به بهبود وضعیت آموزش و پرورش کودکان زرتشتی ایران جمع‌آوری کند.

## ساعت مارکار یزد (گاه نمای فردوسی)
میدان مارکار در سفری که مارکار برای افتتاح پرورشگاه به یزد داشت، چنان از استقبال و تشویق مردم، دولت و مسئولین به ذوق آمده بود که بلافاصله به پیشنهاد شهرداری مبنی بر اهدای گاه نما (ساعت) به آن سازمان پاسخ مثبت داد و سنگ بنای برجی به نام شاعر بزرگ ایرانی یعنی فردوسی طوسی به نام «گاه نمای فردوسی» در میدان تازه تأسیس پهلوی (شهید بهشتی کنونی) به زمین نهاده شد، اما بعدها به دلیل نامناسب بودن محل، آن را به میدان مارکار واقع در روبروی مجموعه مارکار منتقل نمودند.

## نگارخانه

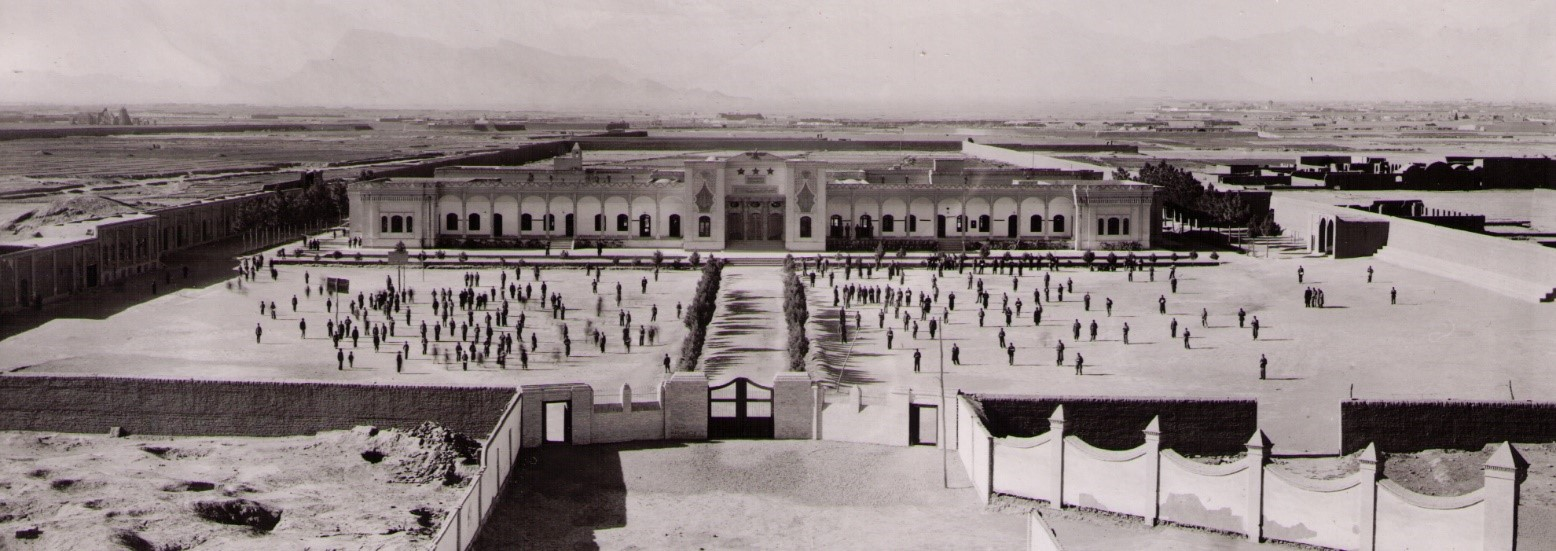
نگاره‌ای قدیمی از مجموعه مارکار